# Lamarck (månkrater)
För andra betydelser, se Lamarck (olika betydelser).
Lamarck är en nedslagskrater på månen. Lamarck har fått sitt namn efter den franske biologen Jean-Baptiste de Lamarck.

## Satellitkratrar
| Lamarck | Latitud | Longitud | Diameter |
| ------- | ------- | -------- | -------- |
| A       | 25.2° S | 70.8° V  | 51 km    |
| B       | 22.8° S | 69.7° V  | 7 km     |
| D       | 25.0° S | 74.1° V  | 131 km   |
| E       | 26.8° S | 75.7° V  | 9 km     |
| F       | 27.0° S | 73.9° V  | 9 km     |
| G       | 27.1° S | 72.1° V  | 15 km    |